# Будников, Владимир Александрович
Владимир Александрович Будников (укр. Володимир Будніков; род. 4 июня 1947, Киев) — украинский художник, «один из самых известных украинских художников». Заслуженный деятель искусств Украины (1992). Сын Александра Будникова.

## Биография
Окончил Художественную школу имени Шевченко (1965) и Киевский государственный художественный институт (1971), ученик Татьяны Яблонской; дипломная работа — гобелен «Навеки вместе» (почётная грамота Выставки достижений народного хозяйства УССР). Преподаёт там же с 1972 г., с 1999 г. профессор Национальной академии изобразительного искусства и архитектуры. Среди его учеников Влада Ралко, ставшая в дальнейшем его женой, супруги постоянно выставляются вместе.
Многочисленные персональные выставки в Киеве, а также в Москве (1990), Берлине (1990, 1992, 1994, 1995), Вене (1991, 1993), Бонне (1991), Эрфурте (1993), Тулузе (1993), Граце (2007). На 3-м Международном арт-фестивале в Киеве (1998) назван лучшим живописцем и награжден премией «Золотое сечение» (укр. Золотий перетин).
Дочь — художница Анастасия Будникова.

## Творчество
К числу основных работ раннего периода относятся пейзажи и жанровые полотна «Зима в Киеве» (1975), «Хива» (1978), «Киевские реставраторы» (1980), «Воскресенье на Подоле» (1983), «Солнце над городом» (1988), «Славянский мотив» (1991), «Ночь перед Рождеством» (1992), серия «Оазис» (1998), «Большой пейзаж», «Мираж» (1999). Творческая эволюция Будникова протекала в направлении отказа от фигуративности, преимущественного внимания фактуре и цвету, в результате чего о нём говорят как о художнике-метафизике, основателе необарочного течения в украинской нефигуративной живописи.
«Высоко эстетизированные, гиперрафинированные и словно бы непричастные ко всем этим человеческим всхлипываниям полотна и рисунки Будникова», по мнению культуролога Тараса Возняка, являются своеобразным живописным аналогом прозы Бруно Шульца — «прислушиванием к шороху, шёпотам, гнёздам черноты, сновидениям, тайным жестам».